# Eugein II di Alt Clut
Eugein II (fl. VIII secolo) stando alle Harleian genealogies, era figlio del re Dumnagual III di Alt Clut..
Lo si conosce solo da questa fonte e, sebbene gli studiosi lo riconoscano come tale, non esiste nessuna reale prova che sia stato sovrano. Fu re di Alt Clut.